# 米米藏
米米藏（法語：Mimizan，法語發音：[mimizɑ̃]），法国西南部城市，新阿基坦大区朗德省的一个市镇，隶属于蒙德马桑区，其市镇面积为114.83平方公里，2022年1月1日时人口数量为7,449人，在法国市镇中排名第1,481位。
米米藏位于朗德省西部偏北，比斯开湾银色海岸沿岸，是一个区域性的旅游度假市镇。

## 地名来源
“米米藏”一名来源于拉丁语人名“Mimisius”，后者可能是当地历史上的一位领主。

## 历史

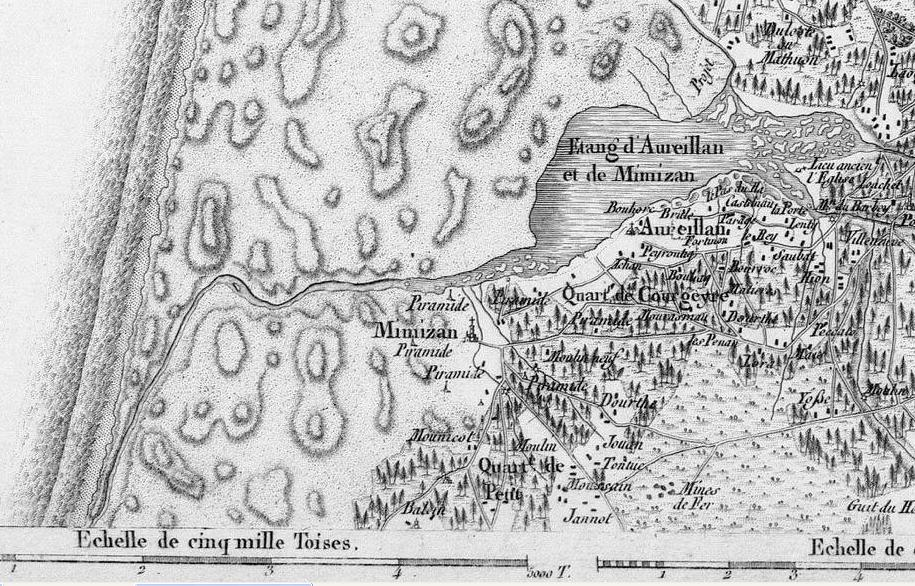
卡西尼地图上的米米藏

米米藏境内曾发掘有高卢时期的墓穴，其所临近的银色海岸在中世纪初为重要的渔业港口。中世纪中期，受到气候影响，银色海岸屡次遭遇潮涌及风暴，米米藏的市镇逐渐转移至内陆地区，但该区域土地盐碱化较为严重，不适应传统农业生产，加之米米藏远离交通干线，故该区域人口数量逐年下降，成为普通农业村落。法国大革命后，米米藏成为朗德省的一个市镇，直至19世纪中期，当地常住居民数量尚不足一千。19世纪末，随着旅游业的发展，米米藏沿海区域被开辟成为海滨度假区。一条连接米米藏的地方铁路于1889年建成。英格兰西敏公爵于1912年在此修建沃尔萨克城堡作为私人宅邸。第二次世界大战期间，米米藏出现了多个抵抗运动组织，纳粹德军于1942年控制米米藏。根据朗德省档案局的记载，德军多名士兵在米米藏海滩被暗沙坑吞噬。二战后，米米藏城市得到进一步扩张，成为法国西南部的一个海滨旅游度假城市。

## 地理

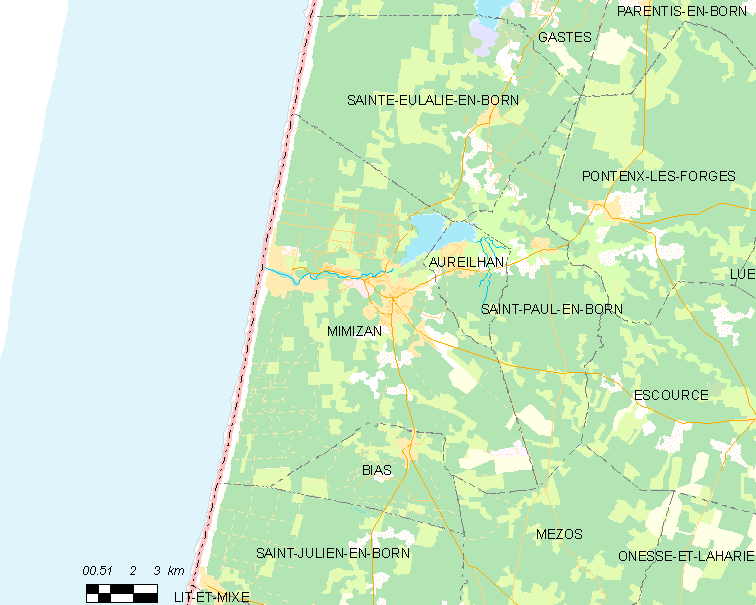
米米藏市镇范围地图

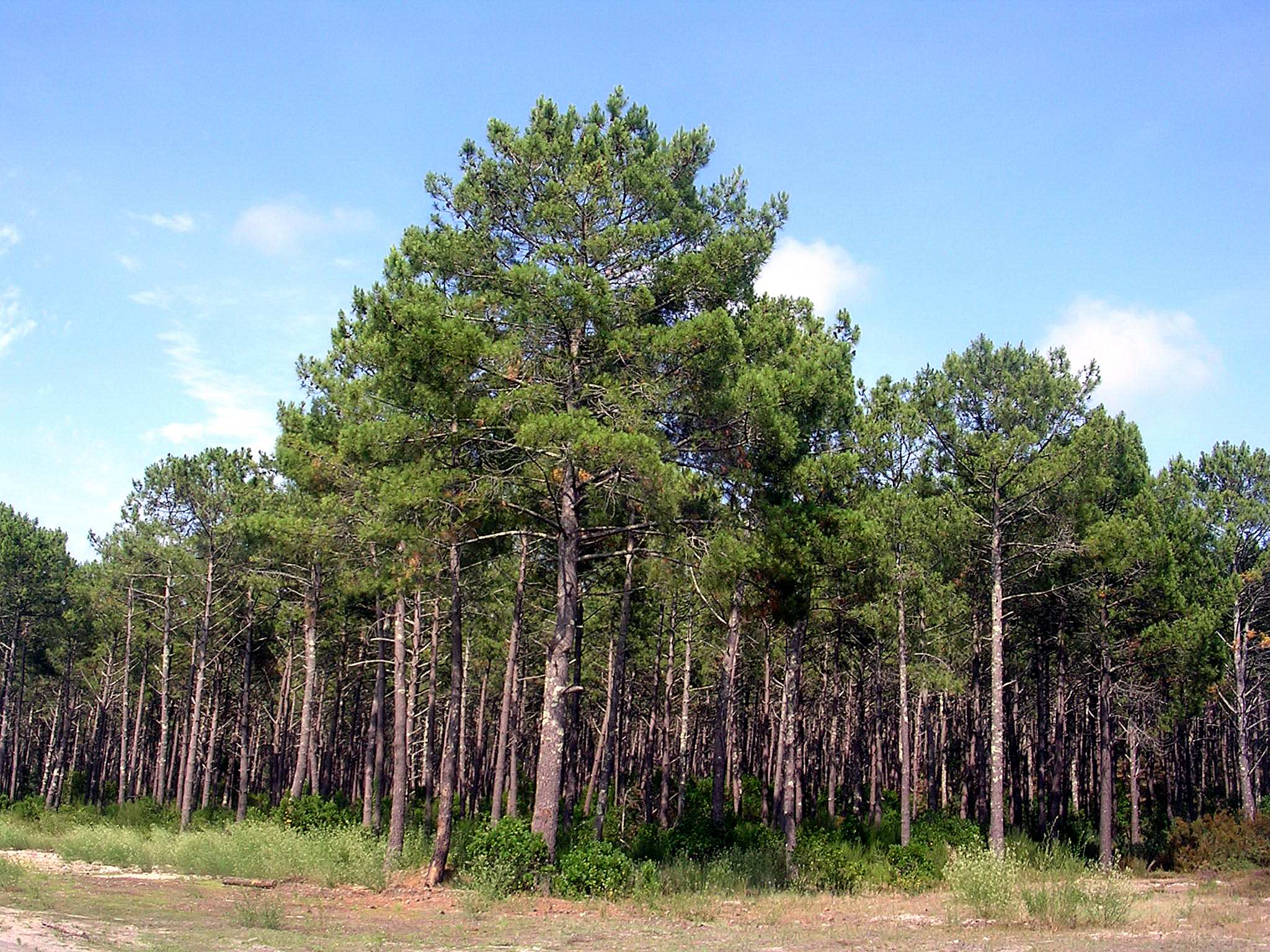
米米藏附近的森林

米米藏位于法国西南部，新阿基坦大区西南部和朗德省西部偏北，距离省会蒙德马桑大约77公里。与米米藏接壤的市镇包括：博恩地区圣厄拉利、欧雷扬、比亚斯、梅佐斯、博恩地区圣于连、博恩地区圣保罗。

### 地形
米米藏位于银色海岸腹地，市镇中心位于海岸内陆的一处盆地内，其建城区沿米米藏潮汐河延伸至海边，全境海拔在0到80米之间。

### 水文
米米藏潮汐河连接比斯开湾和欧雷扬湖，是当地主要的河流。

### 植被
米米藏属于温带阔叶混交林区，林地广泛分布于市镇范围内的大部分非城市区域。
在鲜花城市的评比中，米米藏被评为4星级（最高级）鲜花城市。

### 气候
米米藏在柯本气候分类法中属于温带海洋性气候。
距离米米藏最近的常年气象站位于拉泰斯特德比什境内，以下为该气象站的数据：
| 拉泰斯特德比什1981年－2019年 | 拉泰斯特德比什1981年－2019年 | 拉泰斯特德比什1981年－2019年 | 拉泰斯特德比什1981年－2019年 | 拉泰斯特德比什1981年－2019年 | 拉泰斯特德比什1981年－2019年 | 拉泰斯特德比什1981年－2019年 | 拉泰斯特德比什1981年－2019年 | 拉泰斯特德比什1981年－2019年 | 拉泰斯特德比什1981年－2019年 | 拉泰斯特德比什1981年－2019年 | 拉泰斯特德比什1981年－2019年 | 拉泰斯特德比什1981年－2019年 | 拉泰斯特德比什1981年－2019年 |
| 月份                         | 1月                          | 2月                          | 3月                          | 4月                          | 5月                          | 6月                          | 7月                          | 8月                          | 9月                          | 10月                         | 11月                         | 12月                         | 全年                         |
| ---------------------------- | ---------------------------- | ---------------------------- | ---------------------------- | ---------------------------- | ---------------------------- | ---------------------------- | ---------------------------- | ---------------------------- | ---------------------------- | ---------------------------- | ---------------------------- | ---------------------------- | ---------------------------- |
| 历史最高温 °C（°F）          | 22 (72)                      | 26.2 (79.2)                  | 28.6 (83.5)                  | 33.2 (91.8)                  | 35.1 (95.2)                  | 40.2 (104.4)                 | 40.6 (105.1)                 | 42 (108)                     | 38.4 (101.1)                 | 31.4 (88.5)                  | 26.3 (79.3)                  | 22.8 (73.0)                  | 42 (108)                     |
| 平均高温 °C（°F）            | 10.9 (51.6)                  | 12.2 (54.0)                  | 15.2 (59.4)                  | 17 (63)                      | 20.8 (69.4)                  | 23.7 (74.7)                  | 26 (79)                      | 26.3 (79.3)                  | 24 (75)                      | 19.8 (67.6)                  | 14.4 (57.9)                  | 11.2 (52.2)                  | 18.5 (65.3)                  |
| 日均气温 °C（°F）            | 6.7 (44.1)                   | 7.4 (45.3)                   | 9.9 (49.8)                   | 11.8 (53.2)                  | 15.5 (59.9)                  | 18.5 (65.3)                  | 20.6 (69.1)                  | 20.6 (69.1)                  | 18 (64)                      | 14.8 (58.6)                  | 10 (50)                      | 7.2 (45.0)                   | 13.4 (56.1)                  |
| 平均低温 °C（°F）            | 2.5 (36.5)                   | 2.5 (36.5)                   | 4.5 (40.1)                   | 6.6 (43.9)                   | 10.3 (50.5)                  | 13.3 (55.9)                  | 15.1 (59.2)                  | 15 (59)                      | 12.1 (53.8)                  | 9.7 (49.5)                   | 5.6 (42.1)                   | 3.2 (37.8)                   | 8.4 (47.1)                   |
| 历史最低温 °C（°F）          | −15.7 (3.7)                  | −13.7 (7.3)                  | −9.6 (14.7)                  | −3.7 (25.3)                  | −1.8 (28.8)                  | 3.6 (38.5)                   | 5 (41)                       | 1.1 (34.0)                   | −0.7 (30.7)                  | −4 (25)                      | −8.4 (16.9)                  | −12.5 (9.5)                  | −15.7 (3.7)                  |
| 平均降水量 mm（）            | 95.5 (3.76)                  | 74.9 (2.95)                  | 66.4 (2.61)                  | 79.6 (3.13)                  | 62 (2.4)                     | 56.4 (2.22)                  | 46.9 (1.85)                  | 59.1 (2.33)                  | 77.8 (3.06)                  | 99.9 (3.93)                  | 120.8 (4.76)                 | 107 (4.2)                    | 946.3 (37.26)                |
| 月均日照時數                 | 99.9                         | 115.1                        | 177.1                        | 192.7                        | 226.7                        | 245.7                        | 255.9                        | 244.5                        | 210.6                        | 148.4                        | 99.3                         | 85.6                         | 2,101.5                      |
| 来源：infoclimat.fr          |                              |                              |                              |                              |                              |                              |                              |                              |                              |                              |                              |                              |                              |

## 行政区划
米米藏是法国新阿基坦大区朗德省的一个市镇，编号为40184。米米藏隶属于蒙德马桑区和朗德省第一选区，管理银色海岸县，同时也是米米藏市镇公共社区的办公驻地。
法国国家统计与经济研究所（简称）在进行数据统计时，将米米藏单独设为米米藏城市核心区，并将包括核心区在内的周边共4个市镇划为米米藏城市区。自2020年起，米米藏城市区被包含5个市镇的米米藏城市辐射区代替。此外，还将米米藏市镇分为了3个“块区”（IRIS），以便于统计人口分布情况。

## 交通

### 公路
朗德省省道D44线、D67线、D87线、D626线和D652线在米米藏境内交汇。新阿基坦大区下属的城际客运提供巴士线路，可前往拉布埃尔。
| 15 巴黎 波尔多 巴约讷 | 23 |

| 蒙德马桑 | 77 |

| 拉布埃尔 | 29 |

| 达克斯 | 61 |

| 阿卡雄 | 65 |

| 波城 | 146 |

| 莫尔桑克斯 | 36 |

2018年，44.8%的米米藏家庭拥有至少一辆私人汽车。2019年，米米藏境内共发生各类交通事故1起，造成1人遇难。

### 铁路
米米藏位于伊苏克斯－米米藏铁路上，该铁路已于1962年彻底关闭。距离米米藏最近的运营中的客运铁路车站为29公里外的拉布埃尔站，该站停靠往返于波尔多和达克斯一线的区域列车。

### 航空
米米藏飞行场是当地的一处停机坪，供救援、商务及当地航空俱乐部使用。

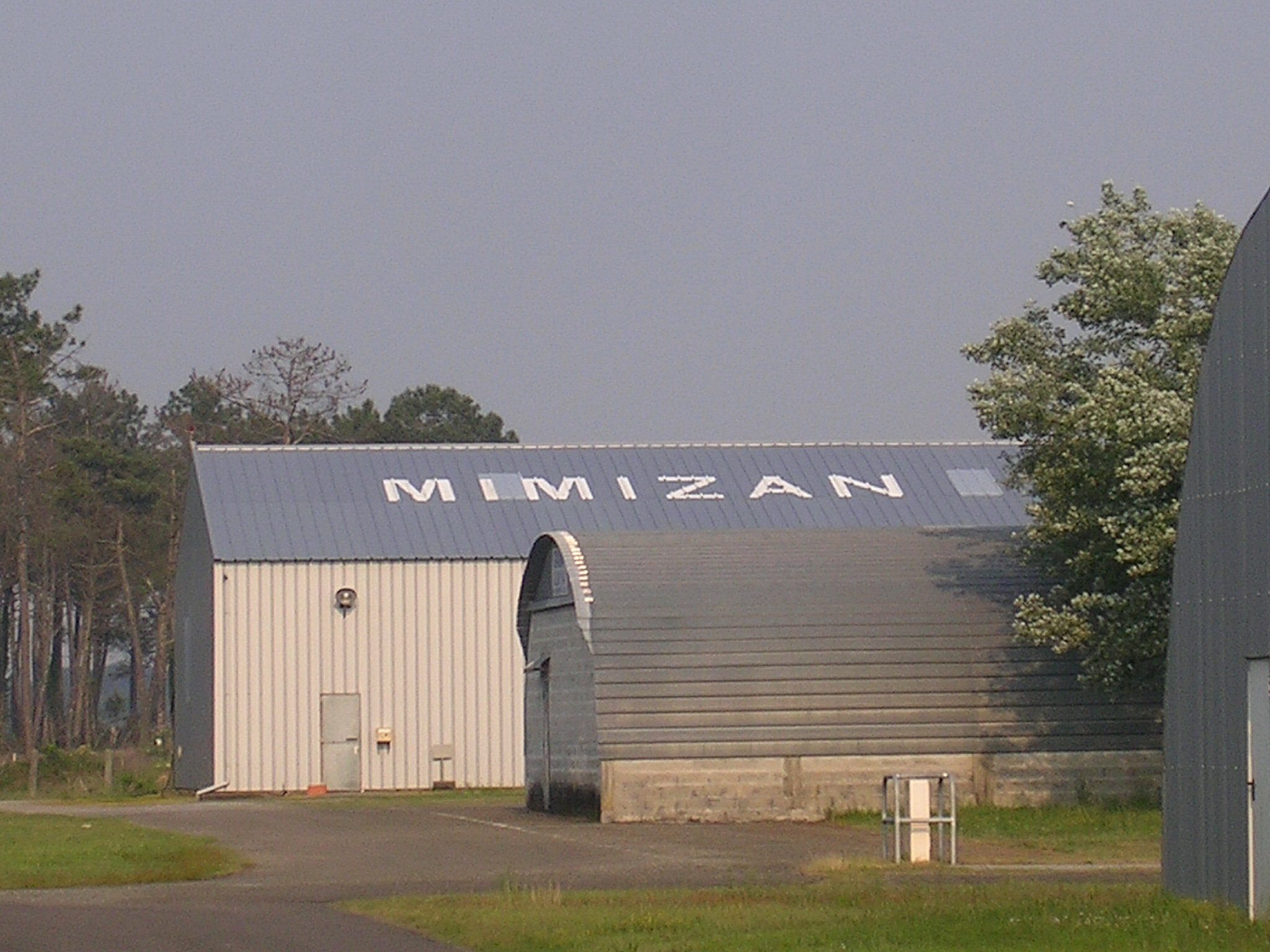
米米藏飞行场的仓库

距离米米藏最近的民用航空站为波尔多机场，距离米米藏市中心的公路里程约101公里。

### 城市公共交通
朗德省每年夏季（七月和八月）开行摆渡巴士，其中两条线路经过米米藏市区。

## 政治

### 市政内阁
米米藏的现任市长为弗雷德里克·波马雷先生（Frédéric Pomarez），他是社会党的一名成员，在2020年的市政选举中获得了52.89%的支持率。
| 米米藏历届市长 | 米米藏历届市长                       | 米米藏历届市长    |
| 任期           | 市长                                 | 党派              |
| -------------- | ------------------------------------ | ----------------- |
| 1944年－1945年 | Alexis Just 亚历克西·朱斯特          | 不详              |
| 1945年－1967年 | Félix Poussade 费利克斯·普萨德       | 不详              |
| 1967年－1983年 | François Dugrand 弗朗索瓦·迪格朗     | 不详              |
| 1983年－1989年 | Robert Barsac 罗贝尔·巴尔萨克        | RPR保衛共和聯盟   |
| 1989年－2008年 | Jean Bourden 让·布尔当               | PS社会党          |
| 2008年－2020年 | Christian Plantier 克里斯蒂安·普朗捷 | DVD右翼无党派人士 |
| 2020年－       | Frédéric Pomarez 弗雷德里克·波马雷   | PS社会党          |

### 各级选举
| 米米藏历届投票选举结果 | 米米藏历届投票选举结果 | 米米藏历届投票选举结果 | 米米藏历届投票选举结果         | 米米藏历届投票选举结果 | 米米藏历届投票选举结果 | 米米藏历届投票选举结果         | 米米藏历届投票选举结果 | 米米藏历届投票选举结果 |
| 选举项目               | 选区单位               | 选举结果               | 选举结果                       | 选举结果               | 选举结果               | 选举结果                       | 选举结果               | 参考资料               |
| 选举项目               | 选区单位               | 第一轮胜出者           | 第一轮胜出者                   | 支持率                 | 第二轮胜出者           | 第二轮胜出者                   | 支持率                 | 参考资料               |
| ---------------------- | ---------------------- | ---------------------- | ------------------------------ | ---------------------- | ---------------------- | ------------------------------ | ---------------------- | ---------------------- |
| 2017年法國總統選舉     | 米米藏市镇             |                        | 埃马纽埃尔·马克龙              | 24.66%                 |                        | 埃马纽埃尔·马克龙              | 70.43%                 | [ 21 ]                 |
| 2017年法国立法选举     | 朗德省第一选区         |                        | 热纳维耶芙·达里厄塞克          | 39.13%                 |                        | 热纳维耶芙·达里厄塞克          | 57.38%                 | [ 21 ]                 |
| 2019年欧洲议会选举     | 米米藏市镇             |                        | Prenez le Pouvoir              | 21.57%                 | （不适用）             | （不适用）                     | （不适用）             | [ 21 ]                 |
| 2021年法国省级选举     | 银色海岸县             |                        | FORTINON Xavier LAGORCE Muriel | 44.16%                 |                        | FORTINON Xavier LAGORCE Muriel | 53.96%                 | [ 22 ]                 |
| 2021年法国大区选举     | 米米藏市镇             |                        | 阿兰·鲁塞                      | 38.98%                 |                        | 阿兰·鲁塞                      | 48.64%                 | [ 23 ]                 |

## 人口
2018年，米米藏市镇人口数量为7,137，在法国排名第1,481位。其中男性3,404人，女性3,733人，75岁及以上人口占14.9%，外籍人口数量为1,360人，人口密度为62人/平方公里，当地居民被称为（男性）或（女性）。2019年，米米藏境内出生59人，死亡人口125人。
| 年份   | 1936  | 1946  | 1954  | 1962  | 1968  | 1975  | 1982  | 1990  | 1999  | 2004  | 2009  | 2014  | 2019  |
| ------ | ----- | ----- | ----- | ----- | ----- | ----- | ----- | ----- | ----- | ----- | ----- | ----- | ----- |
| 人口數 | 2,771 | 5,529 | 3,901 | 4,830 | 6,502 | 7,511 | 7,409 | 6,710 | 6,864 | 6,605 | 7,000 | 6,923 | 7,255 |

## 经济

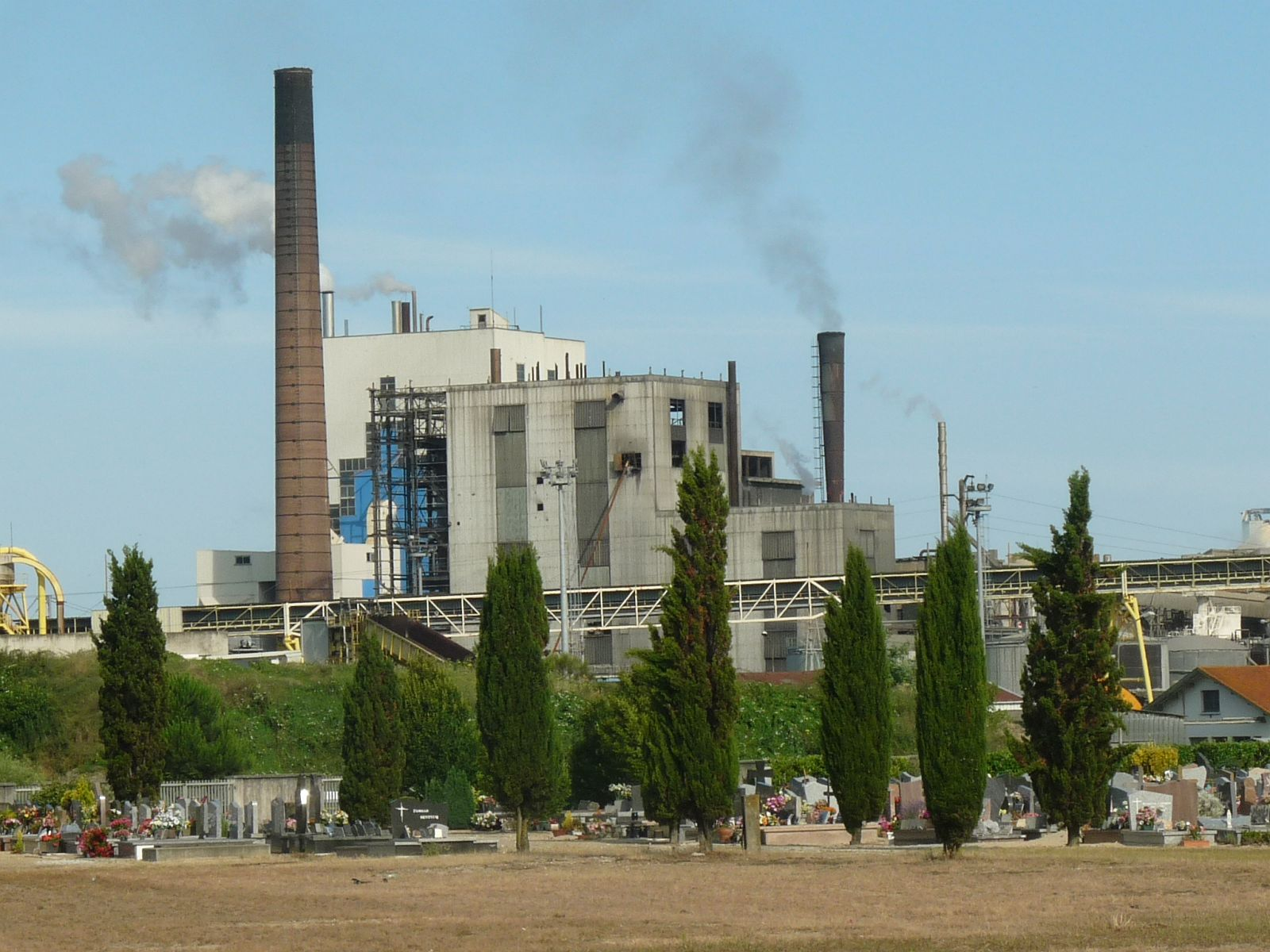
米米藏的一处造纸厂

米米藏是一个区域性的中心城市。截止2022年1月，米米藏市镇范围内共有各类用人单位（包含自雇）1,918家，平均历史为15年，其中99.27%为中小型企业（PME）。（造纸）、（造纸）及（包装生产）是当地2020年营业额最高的三个企业，分别为127,702,247欧元、80,110,624欧元和77,422,308欧元。

## 财政与居民收入
2020年，米米藏的财政收入总额为14,308,900欧元，财政支出总额为13,164,400欧元，当年的债务总额为17,239,600欧元。2021年，米米藏共获得665,665欧元的国家财政补助，比上一年减少了6.92%。
2019年，米米藏的人均月收入总额为2,073欧元，其中高级职员为3,532欧元，低于法国平均水平（4,230欧元）；中级职员为2,434欧元，高于法国平均水平（2,411欧元）；普通职员为1,677欧元，低于法国平均水平（1,740欧元）。
2018年，米米藏境内的青壮年（15至64岁）失业率为18.3%，当地48.2%的家庭拥有纳税资格，平均纳税2,220欧元，低于法国平均水平（3,910欧元）。

## 社会事务

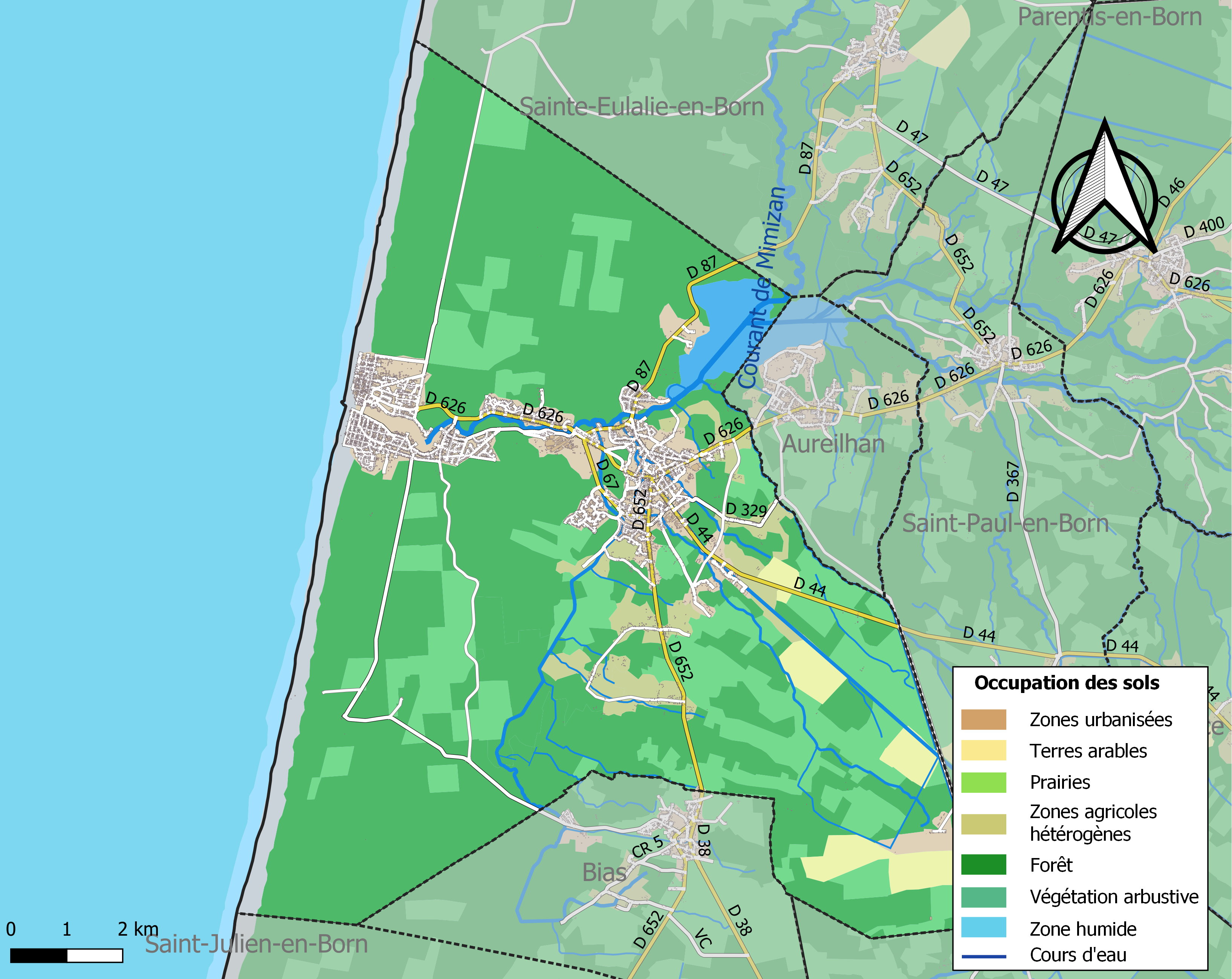
米米藏土地利用情况地图

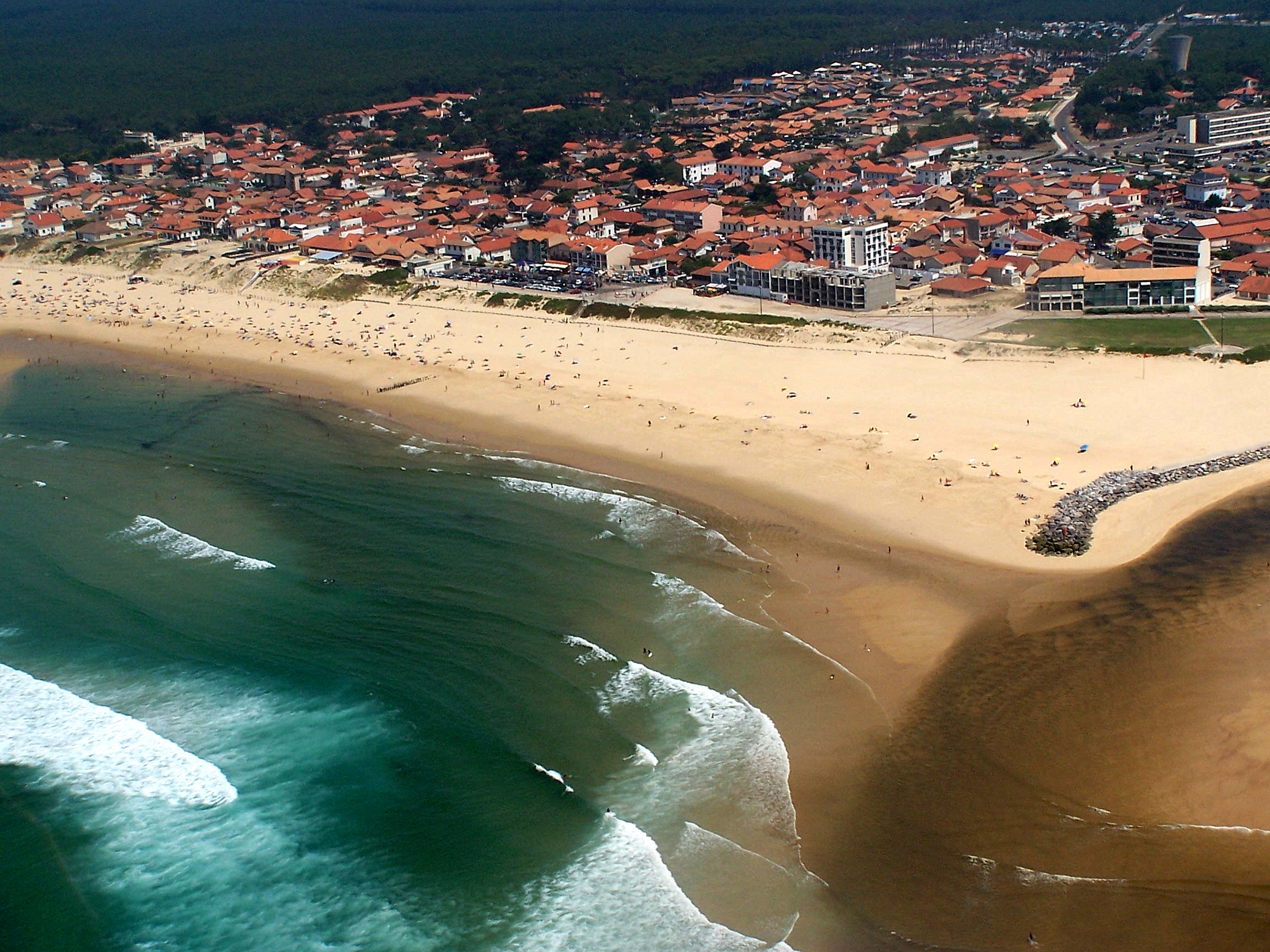
航拍米米藏海滩

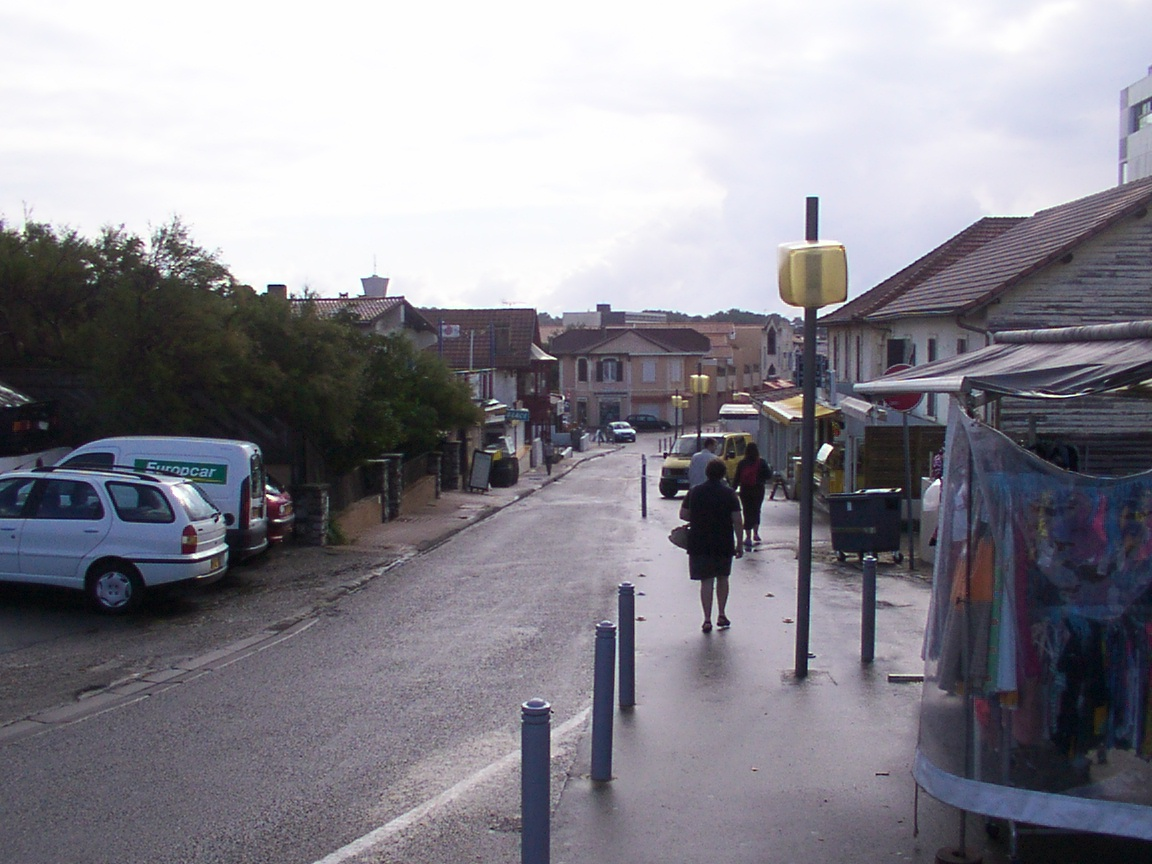
米米藏市区的一条街道

### 教育
米米藏属于波尔多学区。截止2020年1月1日，米米藏境内共有1所幼儿园、3所小学和1所初级中学。2018至2019学年度，米米藏境内共有在校中等教育阶段学生523名。

### 医疗
截止2020年1月1日，米米藏境内共有全科医生9名、保健师25名、牙医5名、护士18名、眼科医生1名和助产士1名。境内共有药房3家、养老院1家、残疾人帮扶中心1家。
距离米米藏最近的区域性医疗机构为达克斯银色海岸中心医院（Centre Hospitalier de Dax-Côte d'Argent），其主病区位于达克斯市区，距离佩尔奥拉德市区的正常车程约1小时，该院设有床位423个，是当地规模最大的公立综合性医院。

### 住房
2018年，米米藏境内共有各类住房7,498套，其中62.2%为独立式居民区，37.4%为集中式居民区。常住房屋占米米藏市镇范围内居民建筑总量的49.9%。
在住房保障政策方面，2020年，米米藏境内共有588户家庭获得了住房经济补助，受益人数占总人口数量的8.2%，其中566份为房租补助。

### 商业
2019年，米米藏境内共有各类实体商铺355家，其中餐厅109家、大型超市7家、杂货店2家、面包房6家、肉铺3家、书店1家、装饰品店3家、银行门店7家、美容美发店14家、汽车维修店13家。市中心建有奥乐齐超市、家乐福、E.Leclerc等商场。

### 体育
2020年，米米藏境内共有1家游泳池、1间体育馆、10处网球场、1处马术场、2处足球或橄榄球场以及1处高尔夫球场。
截至2022年1月，米米藏境内共有2家注册足球俱乐部。博恩地区足球俱乐部（Football Club Du Born，编号546487）是当地的代表性足球队，2021至2022赛季参加新阿基坦大区足球联赛（第七级别），其主场新磨坊球场（Stade du Moulin Neuf）位于市区东南部。
米米藏竞技联盟是当地的一家橄榄球俱乐部，成立于1920年，2021至2022赛季参加区域性的橄榄球联赛。

### 环境
米米藏的环境事务由其所属的米米藏市镇公共社区负责。2019年，米米藏境内共有2家污染企业。

### 治安
2019年，米米藏市镇范围内有1处宪兵队。
米米藏所在地是博恩地区帕朗蒂斯宪兵总队的管辖范围。2020年，该宪兵总队辖区内共36个市镇累计发生各类案件2,524起，其中盗窃类案件1,352起，经济类案件373起，毒品交易类案件108起。

## 文化
2020年，米米藏境内共有一家剧场、一家电影院和一处多媒体中心。

### 建筑
米米藏境内有多处历史建筑，其中法国国家文物保护单位包括米米藏圣母升天教堂、米米藏门钟等，海滨小教堂则是当地的地标性建筑物。

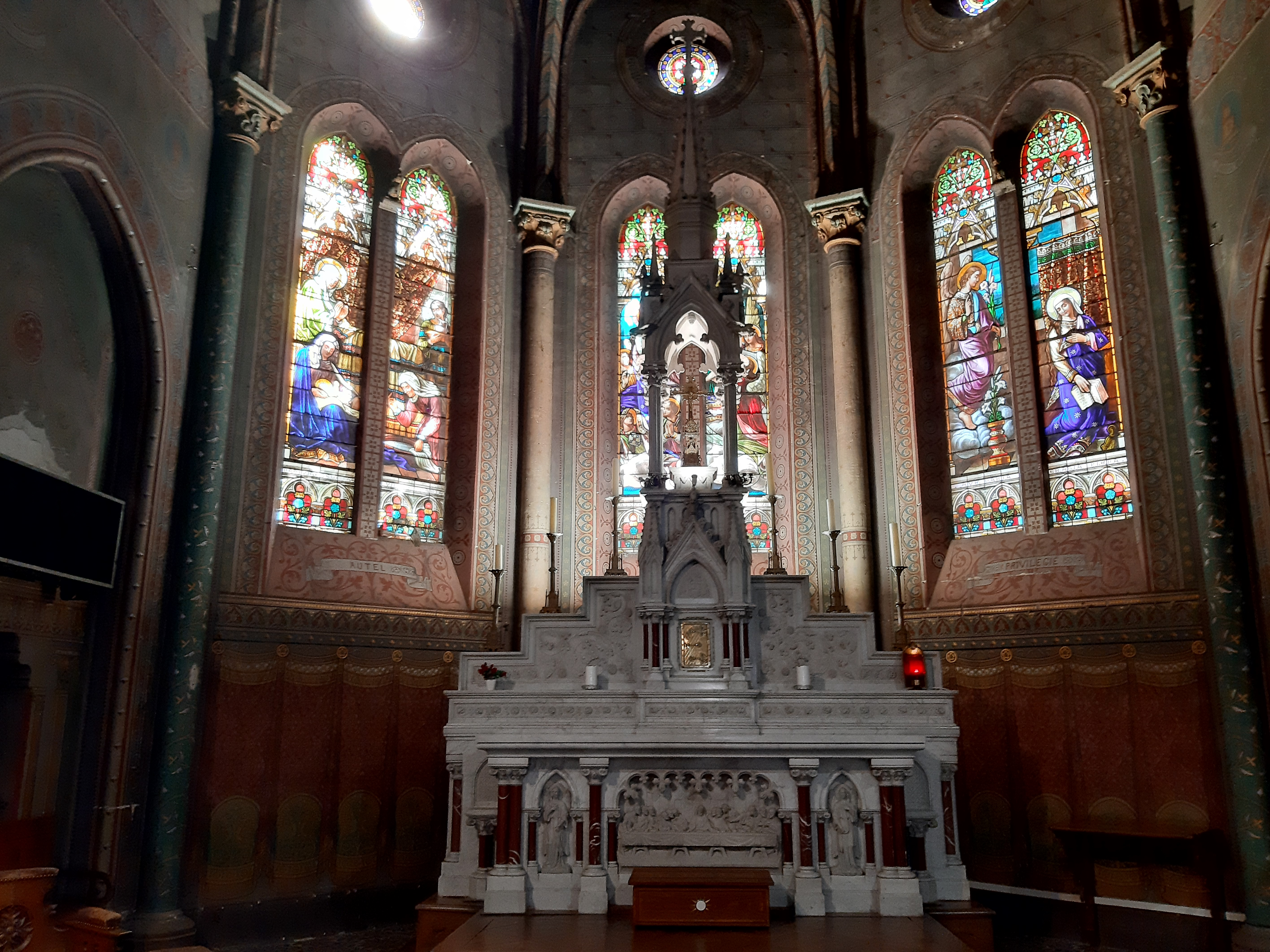
圣母升天教堂（法语：Église Notre-Dame-de-l'Assomption de Mimizan）内部
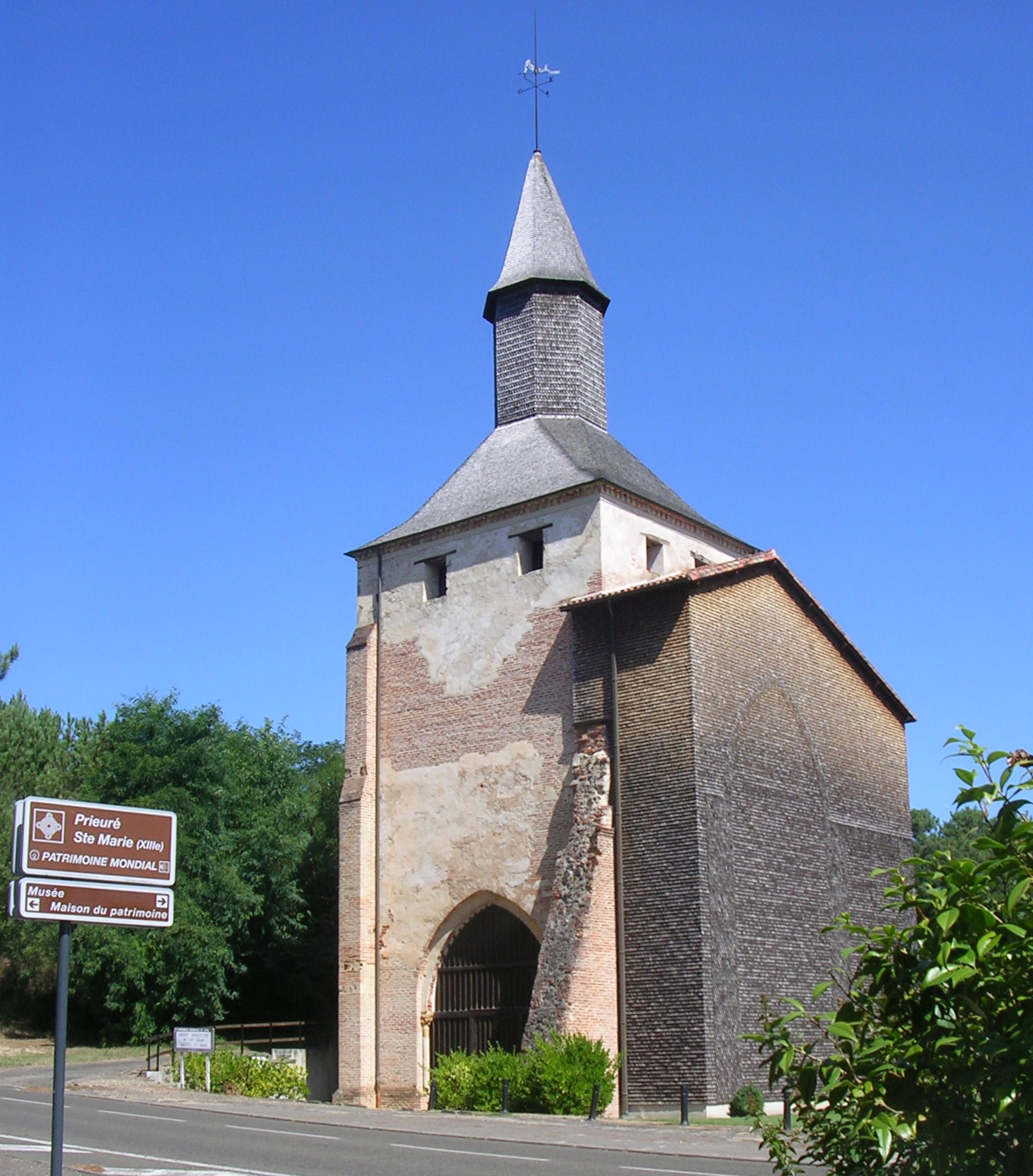
门钟
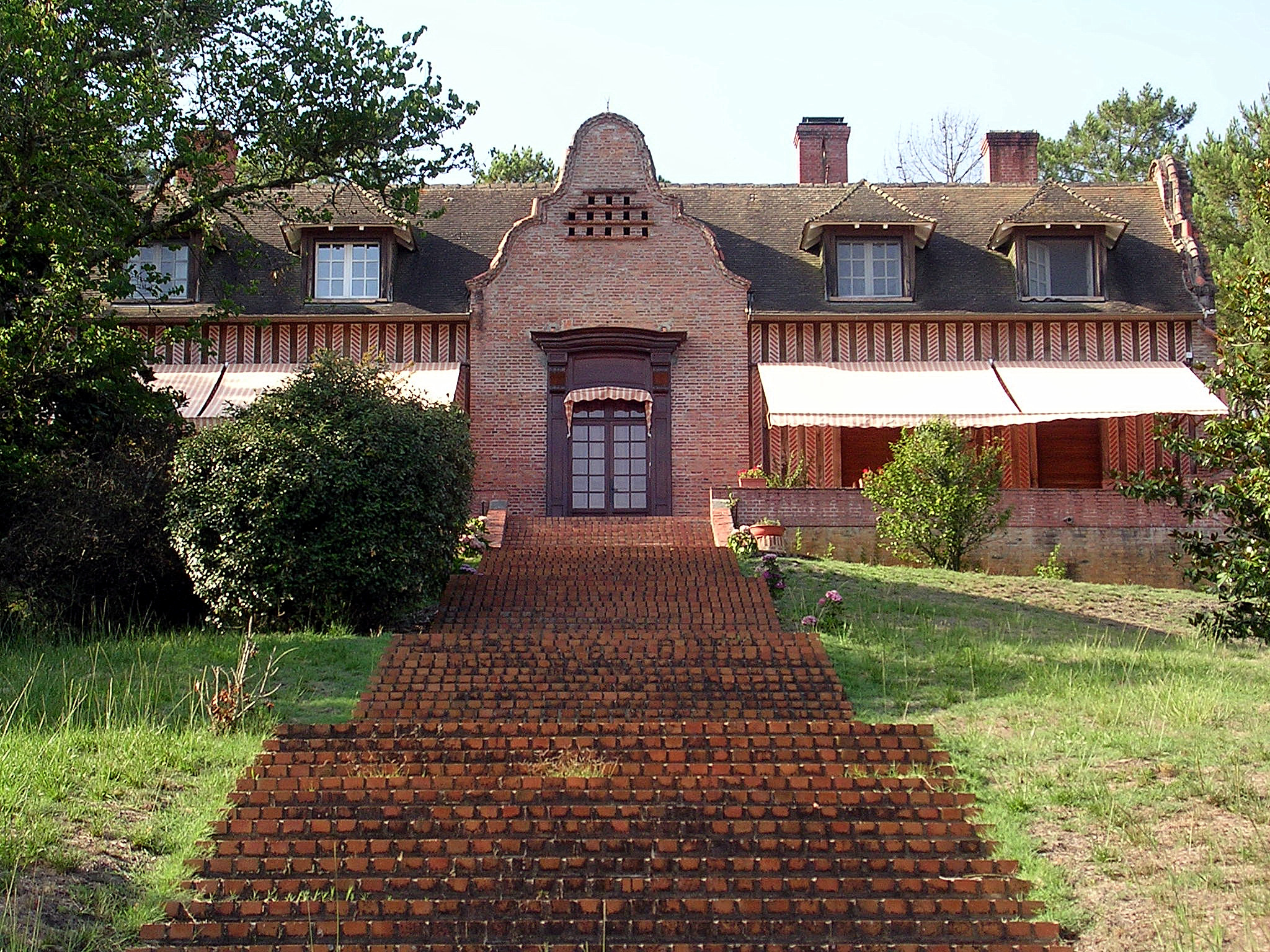
沃尔萨克城堡（法语：Château Woolsack）
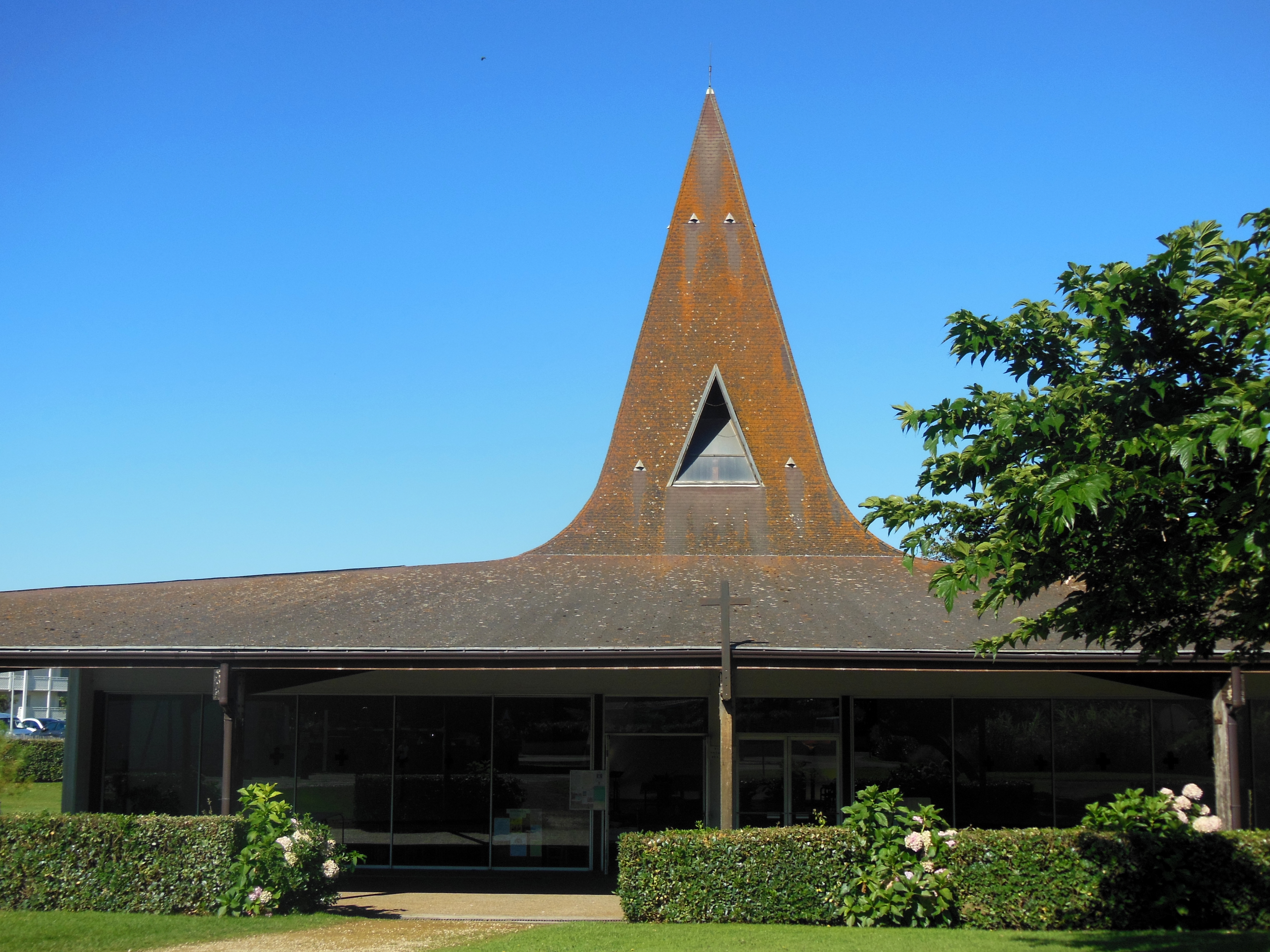
沙丘圣母教堂（法语：Église Notre-Dame-des-Dunes de Mimizan）
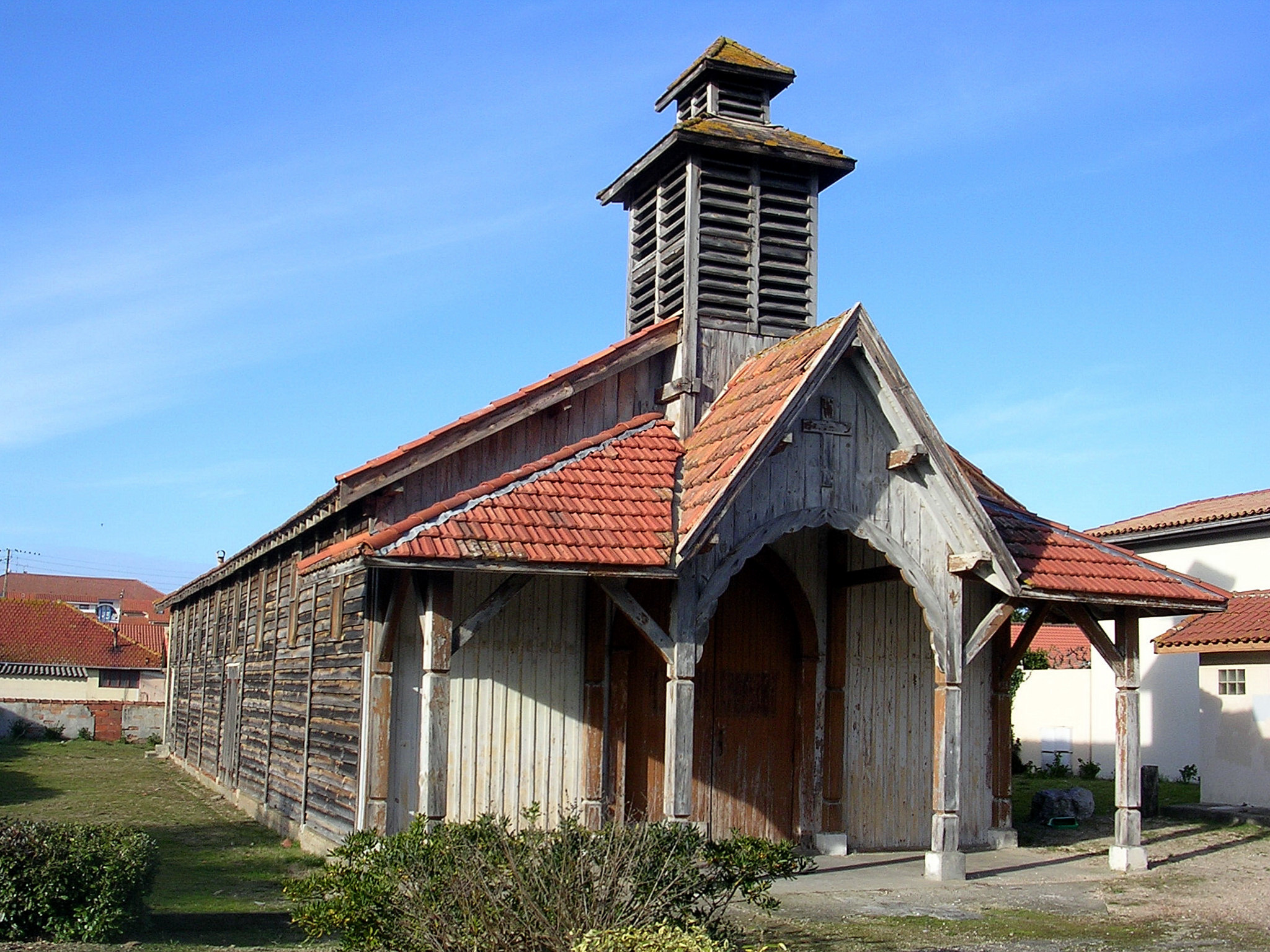
海滨小教堂（法语：Chapelle à la mer）
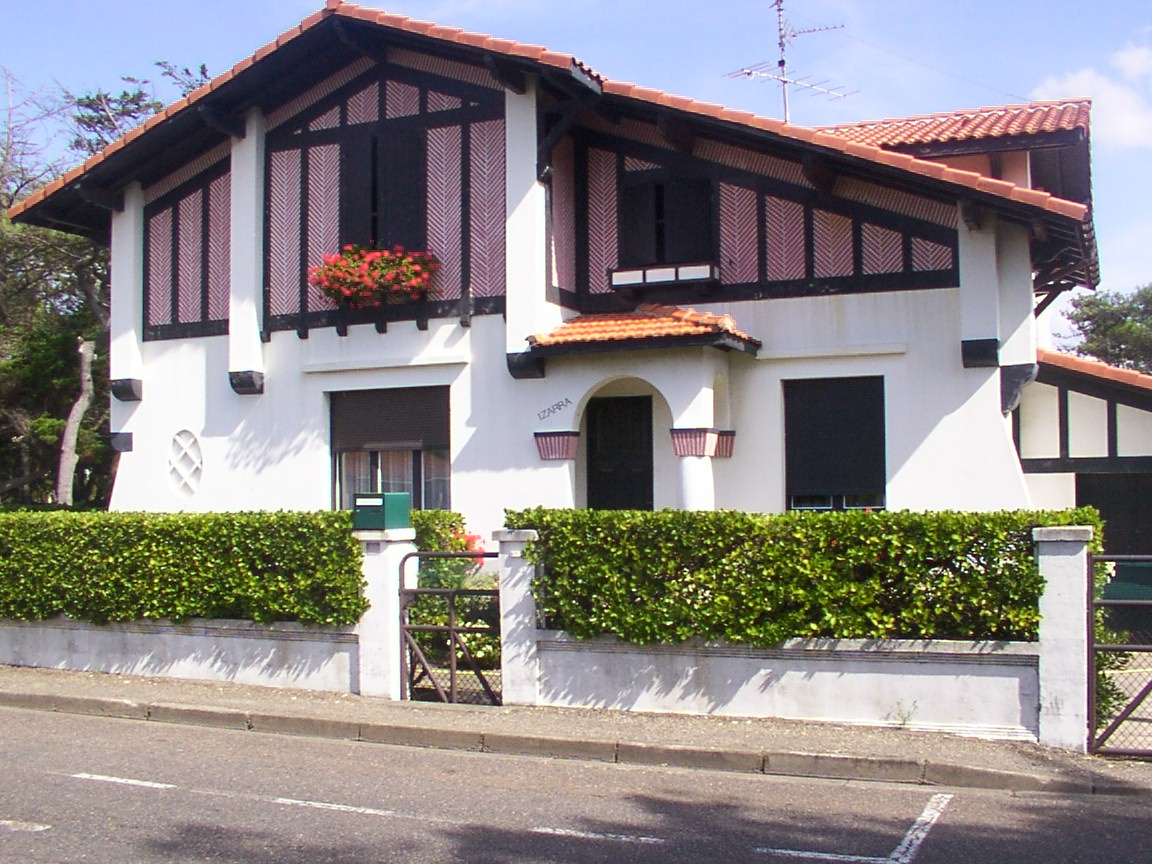
传统民居
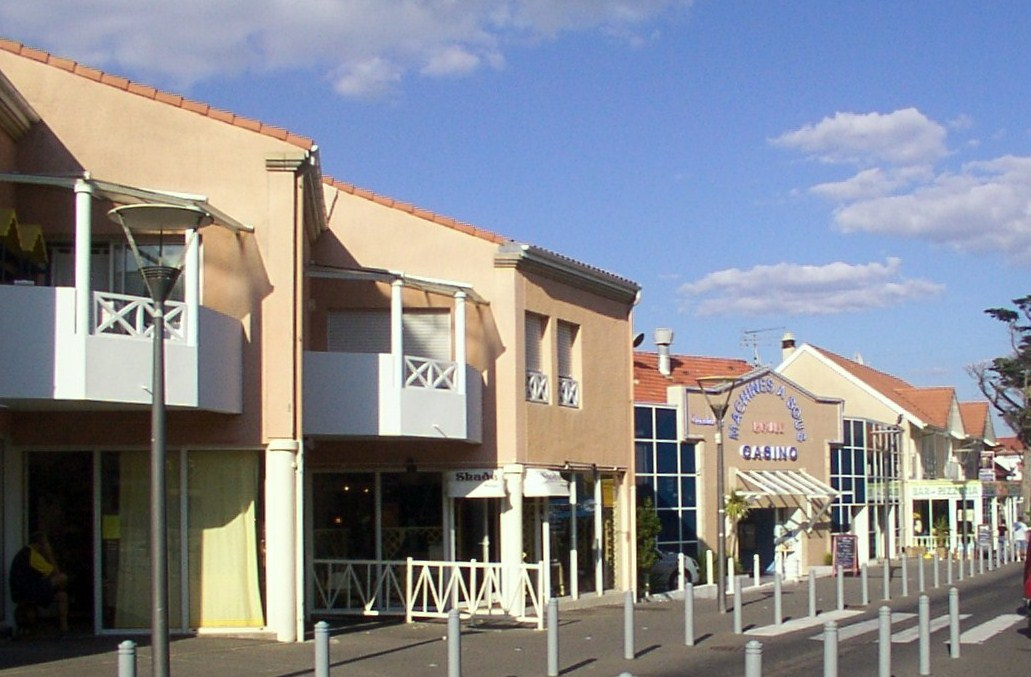
海滨公寓楼

### 旅游
米米藏的旅游事务由其所属的米米藏市镇公共社区负责。2021年，米米藏境内共有11家酒店共计185间房间；另有7个露营地，可容纳共1,920辆露营车。

### 媒体
法国主要的媒体均可在米米藏接收，法国电视三台下属的新阿基坦大区频道在部分时段播出米米藏所属区域的地方新闻。当地主要地方性媒体包括《西南报》、蓝色法兰西加斯科涅广播、TVPI电视台等。

## 相关人物
法国演员皮埃尔-阿兰·德加里格出生于米米藏。

## 友好城市
截至2022年1月，米米藏共与一座城市互为友好城市关系：
- 美国 Old Orchard Beach（1989年）